# Jeruk (Kraton)
Jeruk is een bestuurslaag in het regentschap Pasuruan van de provincie Oost-Java, Indonesië. Jeruk telt 2193 inwoners (volkstelling 2010).